# 1808 au Bas-Canada
Cet article traite des événements survenus en 1808 au Bas-Canada. 

## Événements

### Février
20 février: Le premier février, l’Assemblée législative remet en cause le serment d’allégeance fait par Ezekiel Hart. (Il est de foi juive).

### Avril
27 avril: Louis-Joseph Papineau et Denis-Benjamin Viger sont élus au Parti canadien pour la première fois le 27 avril. Ils se joignent au Parti canadien.

### Juin
14 juin: Les propriétaires du journal Le Canadien ainsi que leur collaborateur sont démis de leurs fonctions dans le gouvernement.

### Juillet
Population du Bas-Canada: 250 000 habitants; population du Haut-Canada: 71 000 habitants.

## Naissances
- Jean-Baptiste Proulx, prêtre catholique et missionnaire, né le 8 mai 1808 à Lachine, Bas-Canada.

## Décès
- 22 février - Henry Allcock (avocat et homme politique)